# Alessandro nell'Indie
Alessandro nell'Indie és un drama escrit per Pietro Metastasio el 1726 sobre el qual s'han basat diverses òperes.
Les fonts que va utilitzar Metastasio per al seu drama van ser: una biografia d'Alexandre el Gran de l'historiador romà Quint Curti Ruf, el drama de Jean Racine titulat Alexandre el Gran, i l'obra de l'abat Claude Boyer titulada Poro o la generositat d'Alexandre.
Metastasio havia escrit Alessandro nell'Indie enl 1726, però no va ser fins a 1729 que la direcció del Teatro delle Dame li va encarregar al compositor calabrès Leonardo Vinci que li posés música, estrenant-la el 26 de desembre.

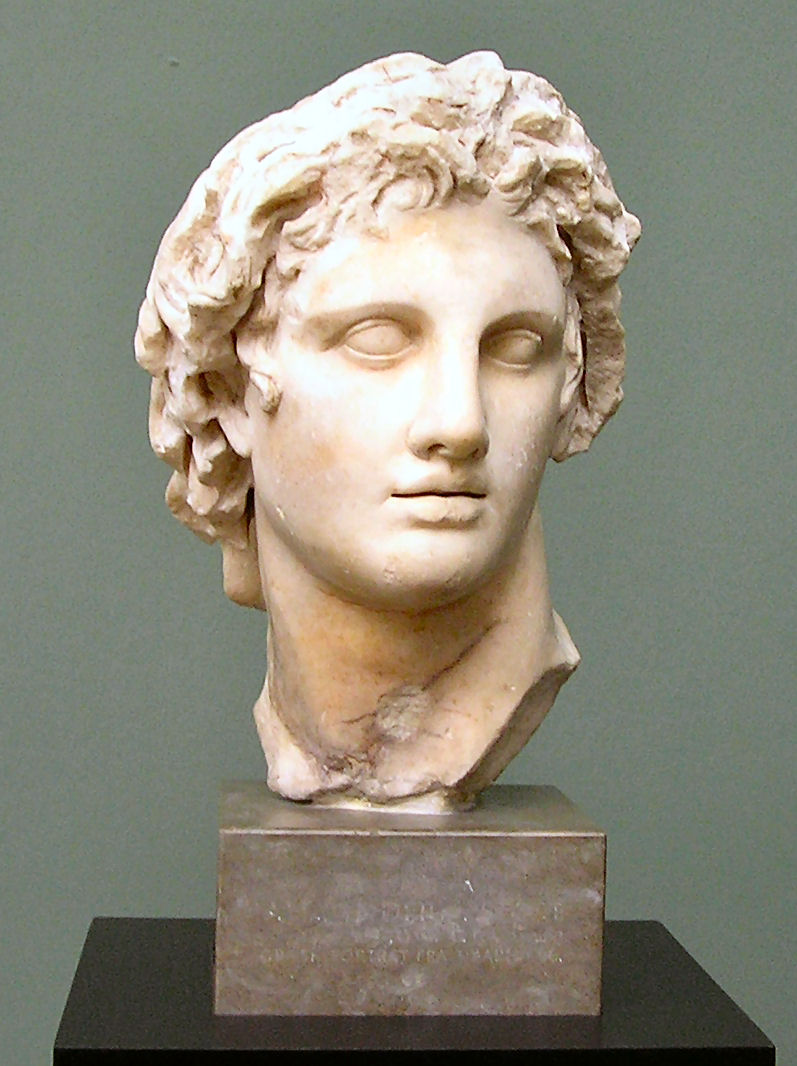
Bust en marbre d'Alexandre Magne

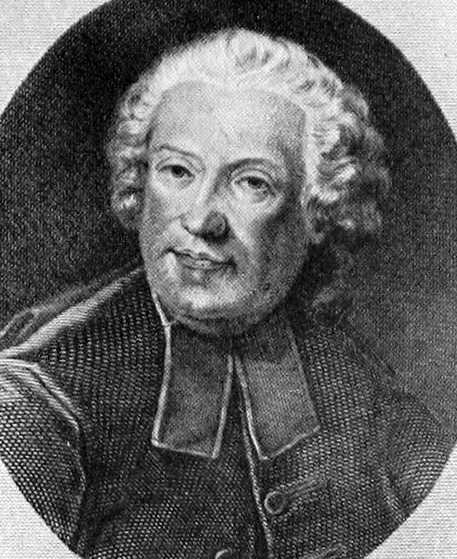
Pietro Metastasio (1698 – 1782)

| N  | Any  | Autor                            | Nom de l'òpera                      | Estrena         |
| 1  | 1729 | Leonardo Vinci                   | Alessandro nell'Indie (Vinci)       | Roma            |
| 2  | 1731 | Luca Antonio Predieri            | Alessandro nell'Indie (Predieri)    | Milà            |
| 3  | 1731 | Georg Friedrich Händel           | Poro, re dell'Indie                 | Londres         |
| 4  | 1731 | Johann Adolf Hasse               | Cleofide                            | Dresden         |
| 5  | 1731 | Nicola Porpora                   | Poro (Porpora)                      | Torí            |
| 6  | 1732 | Francesco Mancini                | Alessandro nell'Indie (Mancini)     | Nàpols          |
| 7  | 1732 | Giovanni Battista Pescetti       | Alessandro nell'Indie (Pescetti)    | Venècia         |
| 8  | 1733 | Antonio Bioni                    | Alessandro nell'Indie (Bioni)       | Breslau         |
| 9  | 1734 | Gaetano Maria Schiassi           | Alessandro nell'Indie (Schiassi)    | Bolonya         |
| 10 | 1736 | Domenico Sarro                   | Alessandro nell'Indie (Sarro)       | Nàpols          |
| 11 | 1738 | Francesco Corselli               | Alessandro nell'Indie (Corselli)    | Madrid          |
| 12 | 1738 | Baldassare Galuppi               | Alessandro nell'Indie (Galuppi)     | Màntua          |
| 13 | 1742 | Giuseppe Ferdinando Brivio       | Alessandro nell'Indie (Brivio)      | Milà            |
| 14 | 1743 | Francesco Uttini                 | Alessandro nell'Indie (Uttini)      | Gènova          |
| 15 | 1743 | Giovanni Battista Lampugnani     | Roxana (Lampugnani)                 | Londres         |
| 16 | 1744 | Niccolò Jommelli                 | Alessandro nell'Indie (Jommelli)    | Ferrara         |
| 17 | 1744 | Davide Perez                     | Alessandro nell'Indie (Pérez)       | Gènova          |
| 18 | 1744 | Pietro Chiarini                  | Alessandro nell'Indie (Chiarini)    | Verona          |
| 19 | 1744 | Carl Heinrich Graun              | Alessandro e Poro                   | Berlín          |
| 20 | 1747 | Girolamo Abos                    | Alessandro nell'Indie (Abos)        | Ancona          |
| 21 | 1748 | Georg Christoph Wagenseil        | Alessandro nell'Indie (Wagenseil)   | Viena           |
| 22 | 1749 | Giuseppe Scolari                 | Alessandro nell'Indie (Scolari)     | Vicenza         |
| 23 | 1750 | Antonio Tiraboschi               | Alessandro nell'Indie (Tiraboschi)  | Vicenza         |
| 24 | 1752 | Ignazio Fiorillo                 | Alessandro nell'Indie (Fiorillo)    | Braunschweig    |
| 25 | 1753 | Giuseppe Scarlatti               | Alessandro nell'Indie (Scarlatti)   | Reggio Emilia   |
| 26 | 1753 | Gaetano Latilla                  | Alessandro nell'Indie (Latilla)     | Venècia         |
| 27 | 1755 | Francesco Araja                  | Alessandro nell'Indie (Araja)       | Sant Petersburg |
| 28 | 1758 | Niccolò Piccinni                 | Alessandro nell'Indie (Piccinni)    | Roma            |
| 29 | 1759 | Ignaz Holzbauer                  | Alessandro nell'Indie (Holzbauer)   | Milà            |
| 30 | 1761 | Giuseppe Sarti                   | Alessandro nell'Indie (Sarti)       | Kobenhavn       |
| 31 | 1761 | Gioacchino Cocchi                | Alessandro nell'Indie (Cocchi)      | Londres         |
| 32 | 1761 | Daniele Barba                    | Alessandro nell'Indie (Barba)       | Verona          |
| 33 | 1762 | Tommaso Traetta                  | Alessandro nell'Indie (Traetta)     | Reggio Emilia   |
| 34 | 1762 | Johann Christian Bach            | Alessandro nell'Indie (Bach)        | Nàpols          |
| 35 | 1763 | Antonio Sacchini                 | Alessandro nell'Indie (Sacchini)    | Venècia         |
| 36 | 1763 | Giovanni Gualberto Brunetti      | Alessandro nell'Indie (Brunetti)    | Pisa            |
| 37 | 1764 | Gregorio Sciroli                 | Alessandro nell'Indie (Sciroli)     | Bolonya         |
| 38 | 1764 | Domenico Fischietti              | Alessandro nell'Indie (Fischietti)  | Praga           |
| 39 | 1765 | Gian Francesco de Majo           | Alessandro nell'Indie (Majo)        | Mannheim        |
| 40 | 1768 | Luigi Gatti                      | Alessandro nell'Indie (Gatti)       | Màntua          |
| 41 | 1768 | Johann Gottlieb Naumann          | Alessandro nell'Indie (Naumann)     | Venècia         |
| 42 | 1768 | Antonio Sacchini                 | Alessandro nell'Indie (Sacchini     | Nàpols          |
| 43 | 1769 | Ferdinando Bertoni               | Alessandro nell'Indie (Bertoni)     | Gènova          |
| 44 | 1769 | Jan Antonin Kozeluch             | Alessandro nell'Indie (Kozeluch)    | Praga           |
| 45 | 1771 | Alessandro Felici                | Alessandro nell'Indie (Felici)      | Livorno         |
| 46 | 1772 | Pasquale Anfossi                 | Alessandro nell'Indie (Anfossi)     | Roma            |
| 47 | 1773 | Giovanni Paisiello               | Alessandro nell'Indie (Paisiello)   | Mòdena          |
| 48 | 1774 | Domenico Corri                   | Alessandro nell'Indie (Corri)       | Londres         |
| 49 | 1774 | Christoph Willibald Gluck        | Poro (Gluck)                        | Torí            |
| 50 | 1774 | Niccolò Piccinni                 | Alessandro nell'Indie (Piccinni)    | Nàpols          |
| 51 | 1775 | Giacomo Rust                     | Alessandro nell'Indie (Rust)        | Venècia         |
| 52 | 1775 | Carlo Ignazio Monza              | Alessandro nell'Indie (Monza)       | Bolonya         |
| 53 | 1778 | Luigi Marescalchi                | Alessandro nell'Indie (Marescalchi) | Venècia         |
| 54 | 1779 | Michele Mortellari               | Alessandro nell'Indie (Mortellari)  | Siena           |
| 55 | 1781 | Domenico Cimarosa                | Alessandro nell'Indie (Cimarosa)    | Roma            |
| 56 | 1783 | Nicolas-Jean Le Froid de Méreaux | Alessandro nell'Indie (Le Froid)    | París           |
| 57 | 1784 | Luigi Cherubini                  | Alessandro nell'Indie (Cherubini)   | Màntua          |
| 58 | 1785 | Francesco Bianchi                | Alessandro nell'Indie (Bianchi)     | Venècia         |
| 59 | 1785 | Antoine- Frédéric Gresnick       | Alessandro nell'Indie (Gresnick)    | Londres         |
| 60 | 1786 | Vincenzo Chiavacci               | Alessandro nell'Indie (Chiavacci)   | Milà            |
| 61 | 1787 | Luigi Caruso                     | Alessandro nell'Indie (Caruso)      | Roma            |
| 62 | 1788 | Angelo Tarchi                    | Alessandro nell'Indie (Tarchi)      | Milà            |
| 63 | 1789 | Pietro Alessandro Guglielmi      | Alessandro nell'Indie (Guglielmi)   | Nàpols          |
| 64 | 1811 | Peter Ritter                     | Die Macedonier am Indus             | Mannheim        |
| 65 | 1824 | Giovanni Pacini                  | Alessandro nell'Indie (Pacini)      | Nàpols          |

Hi ha molts compositors l'autoria dels quals és dubtosa i, per tant, no estan en l'anterior relació, com ara: Duni, Leo, Caballone, Himmel, Bomtempo, etc.